# Корнфельд, Исаак Павлович
Исаак Павлович Корнфельд  (род. 30 апреля 1939, Тигина, Бессарабия) — советский и американский математик.

## Биография
Родился в семье музыкантов (отец — Павел Исаакович Корнфельд, 1908, Бендеры — ?). В начале Великой Отечественной войны семья эвакуировалась в Казахскую ССР. После окончания средней школы в Казахстане в 1956 году поступил на механико-математический факультет Московского университета. После окончания университета до 1965 года работал в Институте теоретической и экспериментальной физики (ИТЭФ) в лаборатории А. С. Кронрода (в 1962 году на протяжении года преподавал в школе в Черновцах, где жили его родители); год преподавал в Московской математической школе № 7. До 1989 года работал в Московском институте комплексной автоматизации (ЦНИИКА). Диссертацию кандидата физико-математических наук по теме «Об инвариантных и квазиинвариантных мерах для топологических динамических систем» защитил в Ташкентском университете под научным руководством Я. Г. Синая в 1975 году. 
С 1989 года — в США. В 1989—2005 годах был профессором математического факультета Университета Северной Дакоты в Фарго, в 2005—2015 годах — профессор математического отделения в Северо-Западном университете.
Основные научные труды — в области эргодической теории и теории динамических систем.

## Публикации
- И. П. Корнфельд, Я. Г. Синай, С. В. Фомин. Эргодическая теория. М.: Наукa, 1980. — 382 с.
- I. P. Kornfeld, Ya. G. Sinai, S. V. Fomin. Ergodentheorie. Grundlehren der mathematischen Wissenschaften 245. Springer, 1982[11].
- I. P. Kornfeld, Ya. G. Sinai, S. V. Fomin. Ergodic theory, Springer-Verlag, New York, 1982. — 486 pp.
- I. P. Kornfeld, Ya. G. Sinai, S. V. Fomin. Teoria ergodyczna. Państwowe Wydawnictwo Naukowe, Warszawa, 1987. — 402 s.
- Dynamical Systems, Ergodic Theory and Applications (Encyclopaedia of Mathematical Sciences, 100, с соавторами). Springer, 2000 & 2010. — 471 pp.[12]
- Chapel Hill Ergodic Theory Workshops. Contemporary Mathematics 356. American Mathematical Society, 2004[13].